# Tarzymiechy (przystanek kolejowy)
Tarzymiechy – kolejowy przystanek osobowy w Tarzymiechach Trzecich, w województwie lubelskim, w Polsce.

## Ruch pasażerski
| Rok  | Wymiana pasażerska na dobę |
| ---- | -------------------------- |
| 2017 | 10-19                      |
| 2022 | 10-19                      |